# パーマーランド

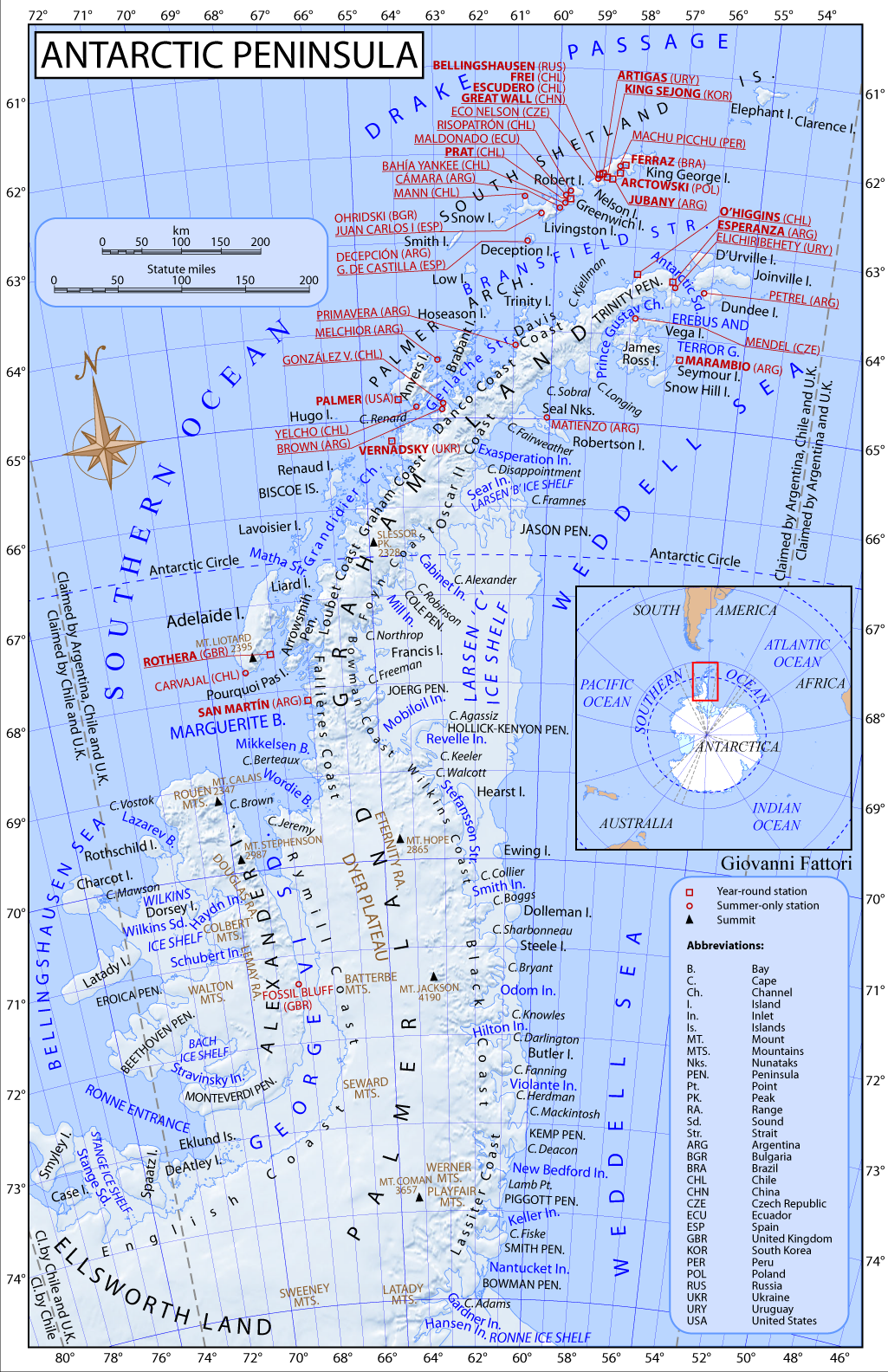
南極半島地図

パーマーランド（英語: Palmer Land）は、南極にある地域の名称。南極半島の南半部を指す。

## 地理

### 位置・広がり
南極半島を南北に二分した南部を指す。その北限は Cape Jeremy と Cape Agassizを結ぶ線で、北にグレアムランドと接する。
アメリカ地質調査所（USGS）の地名情報システム（GNIS）によれば、南極半島の南限は、東海岸側のCape Adamsと、西海岸側のEklund Islands対岸とを結んだ線である。南にエルスワースランドと接する。

### 領有権主張
イギリス、アルゼンチン、チリが領有権を主張する地域に含まれる。
- 「アルゼンチン領南極地域」
- 「イギリス領南極地域」
- 「チリ領南極」

## 歴史・名称
この地域の名は、アメリカ合衆国のアザラシ漁師ナタニエル・パーマーにちなむ。パーマーは1820年11月、「ヒーロー号」Hero によって、南極半島と、サウス・シェトランド諸島のデセプション島を探検した。
南極大陸最大の半島を指す名称として、長らくイギリスは「グレアムランド」、アメリカ合衆国は「パーマー半島」を用いていたが、1964年に米国の南極地名諮問委員会 (US-ACAN) と英国の UK Antarctic Place-names Committee  (UK-APC) の間で合意が形成された。これにより、半島全体の名称として「南極半島」（Antarctic Peninsula）が提唱され、北部を「グレアムランド」、南部を「パーマーランド」と呼ぶことになった。